# Schönbronn (Wallhausen)
Schönbronn ist ein Weiler der Gemeinde Wallhausen im Landkreis Schwäbisch Hall in Baden-Württemberg.

## Geographische Lage
Schönbronn liegt circa eineinhalb Kilometer nordöstlich von Hengstfeld nahe dem Ursprung des Klingenfeldgrabens, der nach kurzem westlichem Lauf von links in den dort noch Brettach  genannten Weidenbach mündet. Es liegt naturräumlich recht flach in der Michelbacher Bucht, einer der kleinen Randbuchten zu Füßen der sich im Osten erhebenden Frankenhöhe, und gehört zur Hohenloher und Haller Ebene.
Im Untergrund liegt abseits eines in der Bachmulde in diesen eingelagerten holozänen Schwemmlandbandes, das sich durch die Ortsmitte zieht, der Lettenkeuper (Erfurt-Formation), die umgebenden Hügelhöhen reichen bis in den darüber lagernden Gipskeuper (Grabfeld-Formation).
Der landwirtschaftlich geprägte Weiler hat etwa zwei Dutzend Hausnummern, dazu Nebengebäude, und ist von einem Weichbild aus Obstwiesen umringt, jenseits dessen Äcker liegen. Er wird von der L 2247 durchzogen, die das Dorf Hengstfeld im Südwesten mit dem Dorf Michelbach an der Lücke im Nordnordosten verbindet.

## Geschichte
Schönbronn wird 1345 als „Schonbrunne“ (schöne Quelle) erstmals überliefert. Der Ort war 1345 hohenlohisch und wechselte danach häufig den Besitzer.
Da die hohe Obrigkeit und hohes Gericht seit 1708 ansbachisch war, setzte Preußen 1796 seine Landeshoheit durch.
1847 wird eine Zahl von 70 evangelischen Einwohnern genannt.
Schönbronn war bis zum 1. Juli 1974 ein Teil der ehemals selbständigen Gemeinde Hengstfeld.